# Lomographa atrinotapex
Lomographa atrinotapex, descrita inicialmente como Bapta atrinotapex, es una especie de polillas de la familia Geometridae. La especie fue descrita por primera vez por el entomólogo francés Joseph de Joannis en 1929, con distribución endémica en Vietnam. El sintipo fue descrito en el sector Cho Ganh de la región Tonkín del norte de Vietnam. Tiene gran parecido con otra especies asiáticas, Lomographa juta de Borneo y Lomographa nigropunctaria del oeste de China, aún en su morfología genital.